# شاپرکان جهان قدیم
شاپرکان جهان قدیم (نام علمی: Callidulidae) نام یک تیره از راسته پروانه‌سانان است.